# 陶恩齐恩大街

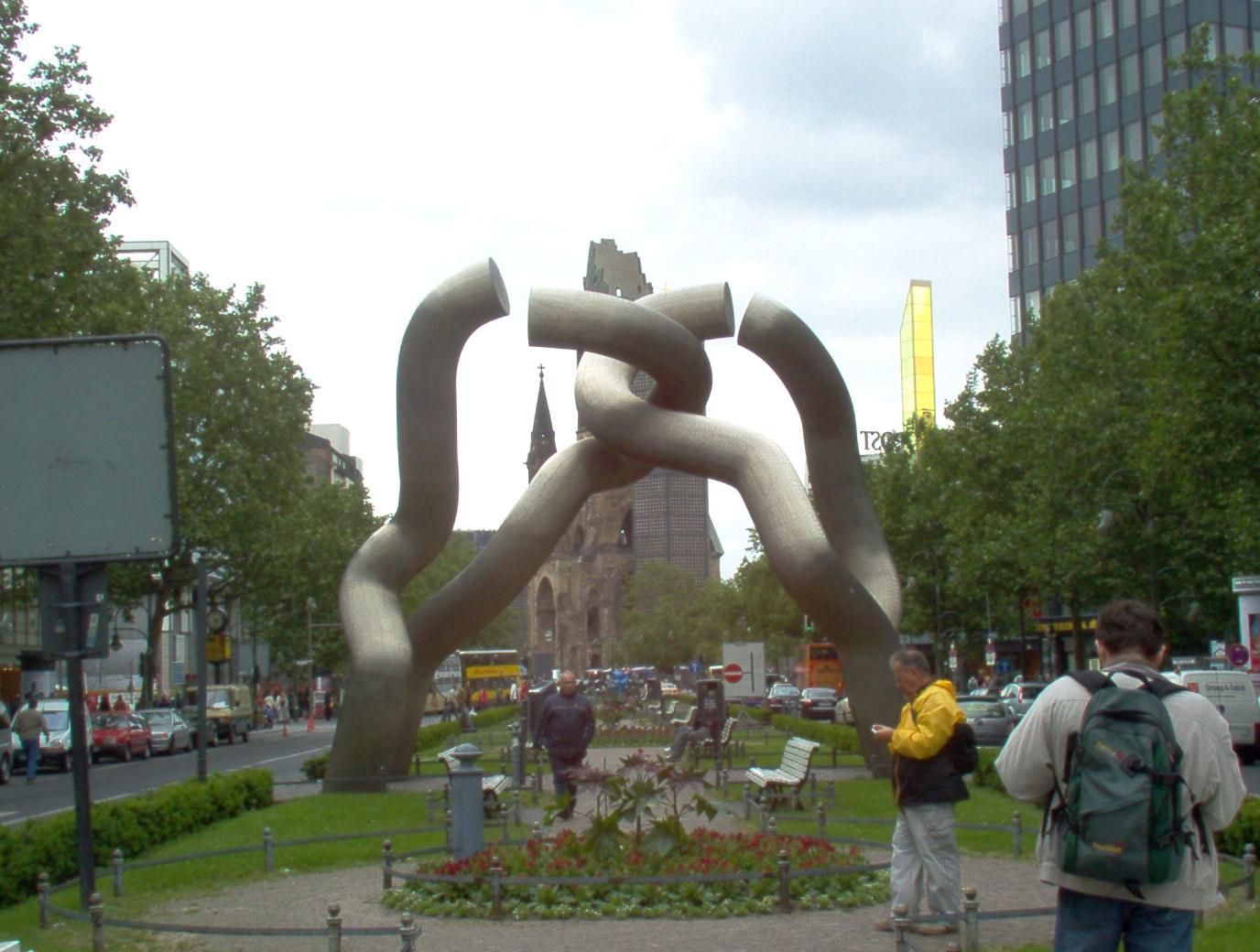
陶恩齐恩大街的“柏林”雕塑

陶恩齐恩大街（德語：Tauentzienstraße）是德国首都柏林西部的一条主要购物街，长约500米，介于维滕贝格广场和布赖特沙伊德广场两个重要广场之间。其东段属于舍讷贝格区，而位于纽伦堡大街（Nürnberger Straße）另一侧的西段则属于夏洛滕堡区。
陶恩齐恩大街得名于普鲁士将军陶恩齐恩（Bogislav Friedrich Emanuel von Tauentzien）。在冷战时期，它和附近的选帝侯路堤构成西柏林的商业中心。事实上，陶恩齐恩大街由于商店集中，相比而言更为繁华。
大街中段的雕塑“柏林”，表现冷战时期该市的分裂特征。
沿街有著名的卡迪威百货大楼，是欧洲大陆最大的百货公司。